# Tipulamima
Tipulamima é um gênero de traça pertencente à família Brachodidae.